# Маркус Вайнцирль
Маркус Вайнцирль (нім. Markus Weinzierl; нар. 28 грудня 1974, Штраубінг) — німецький футболіст, що грав на позиції захисника. По завершенні ігрової кар'єри — тренер.
Дворазовий чемпіон Німеччини. Володар Кубка Німеччини. Володар Кубка УЄФА.

## Ігрова кар'єра
Вихованець футбольної школи клубу «Штраубінг».
У дорослому футболі дебютував 1993 року виступами за команду клубу «Пассау», в якій провів один сезон, взявши участь у 28 матчах чемпіонату.
Протягом 1994—1995 років захищав кольори команди клубу «Логгоф».
Своєю грою за останню команду привернув увагу представників тренерського штабу клубу «Баварія», до складу якого приєднався 1995 року. Відіграв за мюнхенський клуб наступні чотири сезони своєї ігрової кар'єри. Більшість часу, проведеного у складі мюнхенської «Баварії», був основним гравцем захисту команди. За цей час двічі виборював титул чемпіона Німеччини, ставав володарем Кубка Німеччини, володарем Кубка УЄФА.
Згодом з 1999 по 2001 рік грав у складі команд клубів «Штутгартер Кікерс» та «Унтергахінг».
2002 року перейшов до клубу «Ян» (Регенсбург), за який відіграв 3 сезони. Завершив професійну кар'єру футболіста 2005 року виступами за команду «Ян» (Регенсбург).

## Кар'єра тренера
Розпочав тренерську кар'єру невдовзі по завершенні кар'єри гравця, 2007 року, увійшовши до тренерського штабу клубу «Ян» (Регенсбург).
Протягом тренерської кар'єри також очолював команди клубів «Ян» (Регенсбург) та «Аугсбург».
Останнім місцем тренерської роботи був клуб «Шальке 04», головним тренером команди якого Маркус Вайнцирль був з 2016 по 2017 рік.

## Досягнення
- Чемпіон Німеччини:

«Баварія» М: 1996–1997, 1998–1999
- Володар Кубка Німеччини:

«Баварія» М: 1997–1998
- Володар Кубка УЄФА:

«Баварія» М: 1995–1996